# كاتربيلر دي-9 (جرافة الجيش الإسرائيلي)

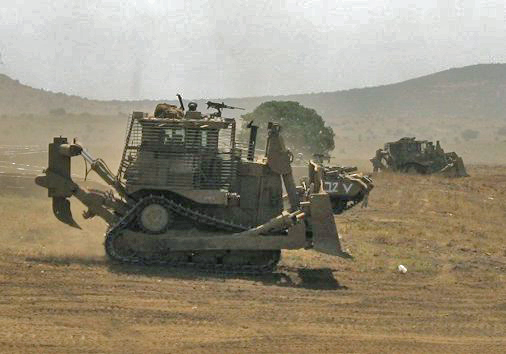
طراز منها مزود برشاش إف إن ماج، 2008

جرافة الجيش الإسرائيلي المدرعة كاتربيلر دي-9 وتعرف أيضاً بالأوساط الإسرائيلية بـ دوفي (بالعبرية: דובי، وتعني دبدوبي)، من تصنيع شركة كاتربيلر، أصلها جرافة (كاتربيلر دي-9) وقام بتعديلها الجيش الإسرائيلي بالتعاون مع مصنع الجيش الإسرائيلي، وشركة صناعات الفضاء الإسرائيلية، لزيادة تحصينها وإضافة أسلحة رشاشة لها.

## الاستعمال والتاريخ
تستخدم بشكل رئيسي في هدم بيوت الفلسطينيين وتجريف الطرق المعبدة وإتلاف قنوات الصرف الصحي والتوصيلات المختلفة. وقد استعملت بشكل متكرر في حرب الجيش الإسرائيلي على غزة وتعرضت الجرافات إلى هجمات من المقاومة الفلسطينية.

## نماذج

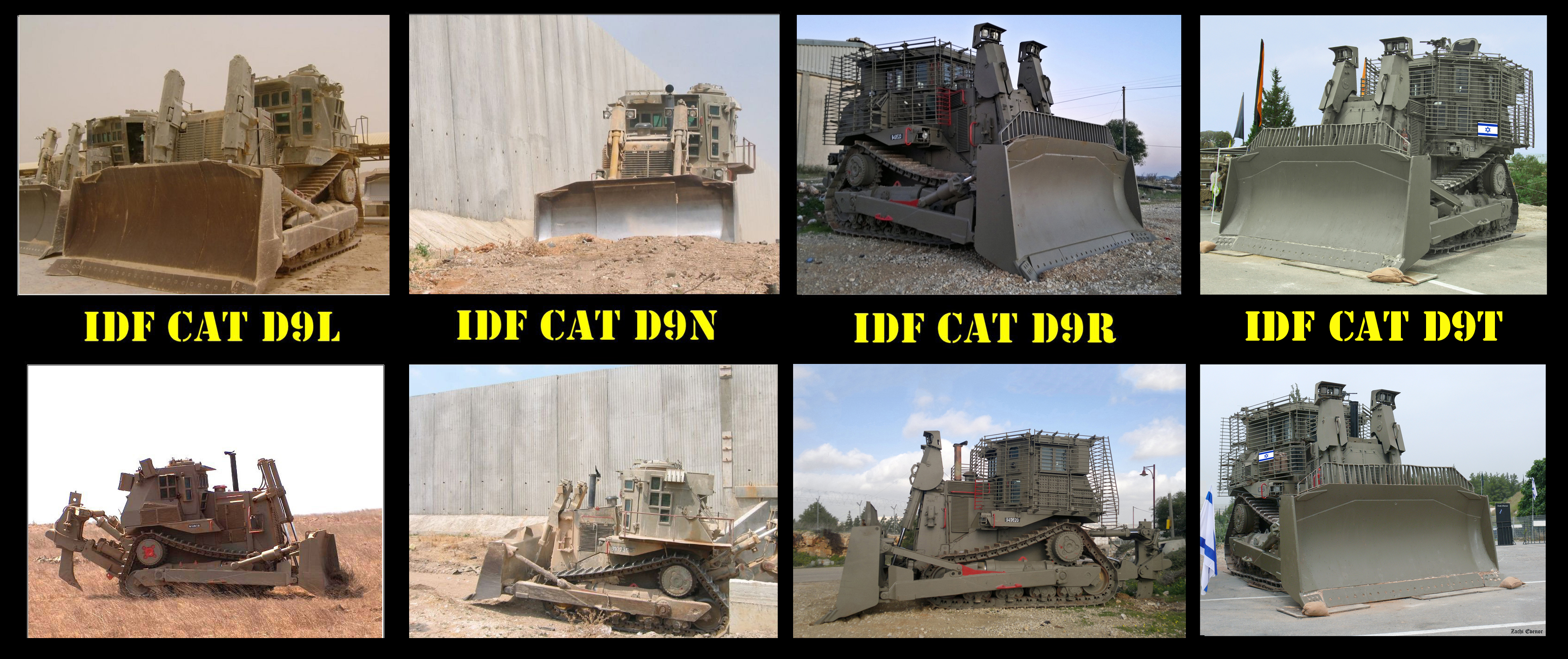
أجيال والتطويرات التي أدخلها الجيش عليها، أنتج عدة نماذج:
- D9L
- D9N
- D9R
- D9T

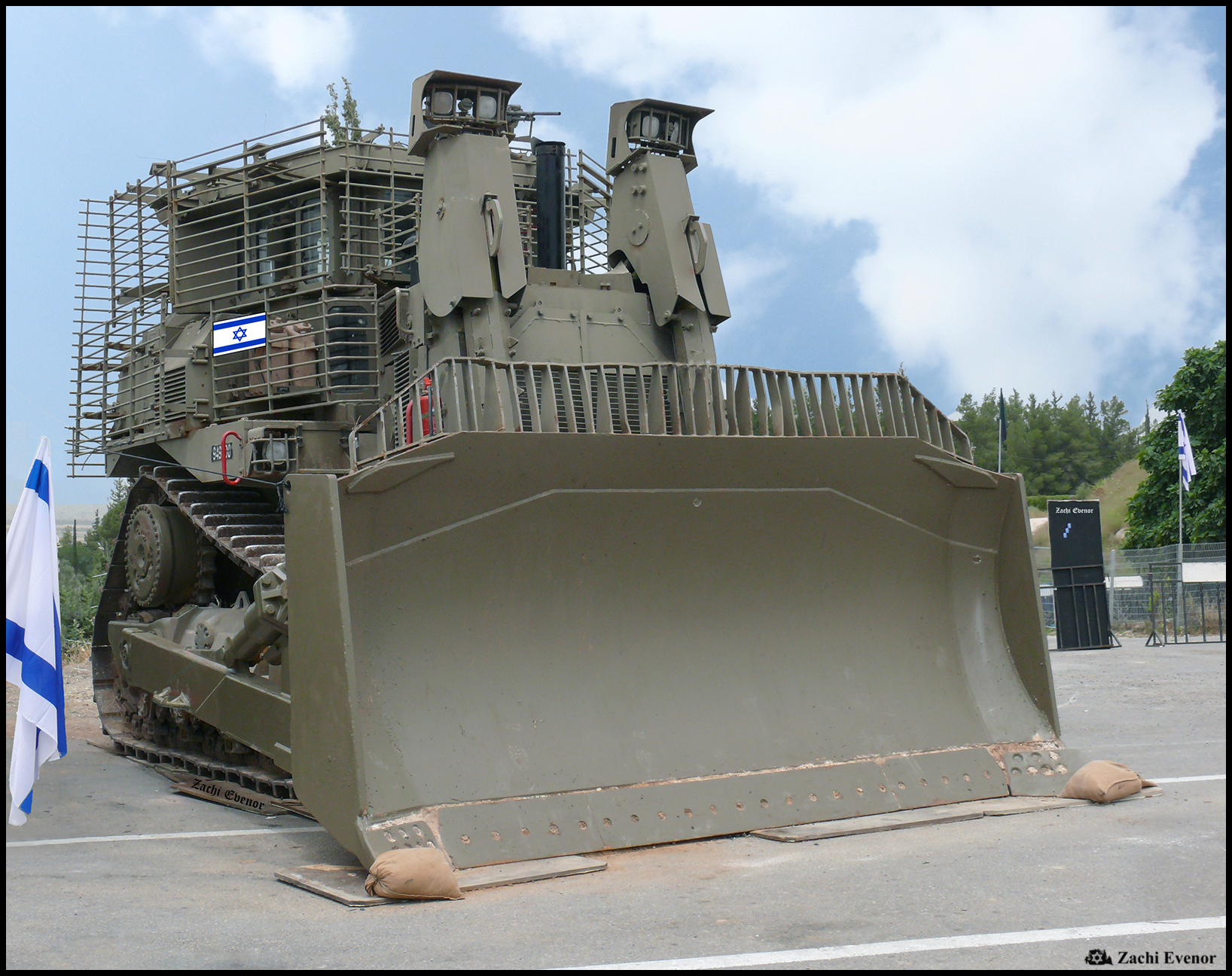
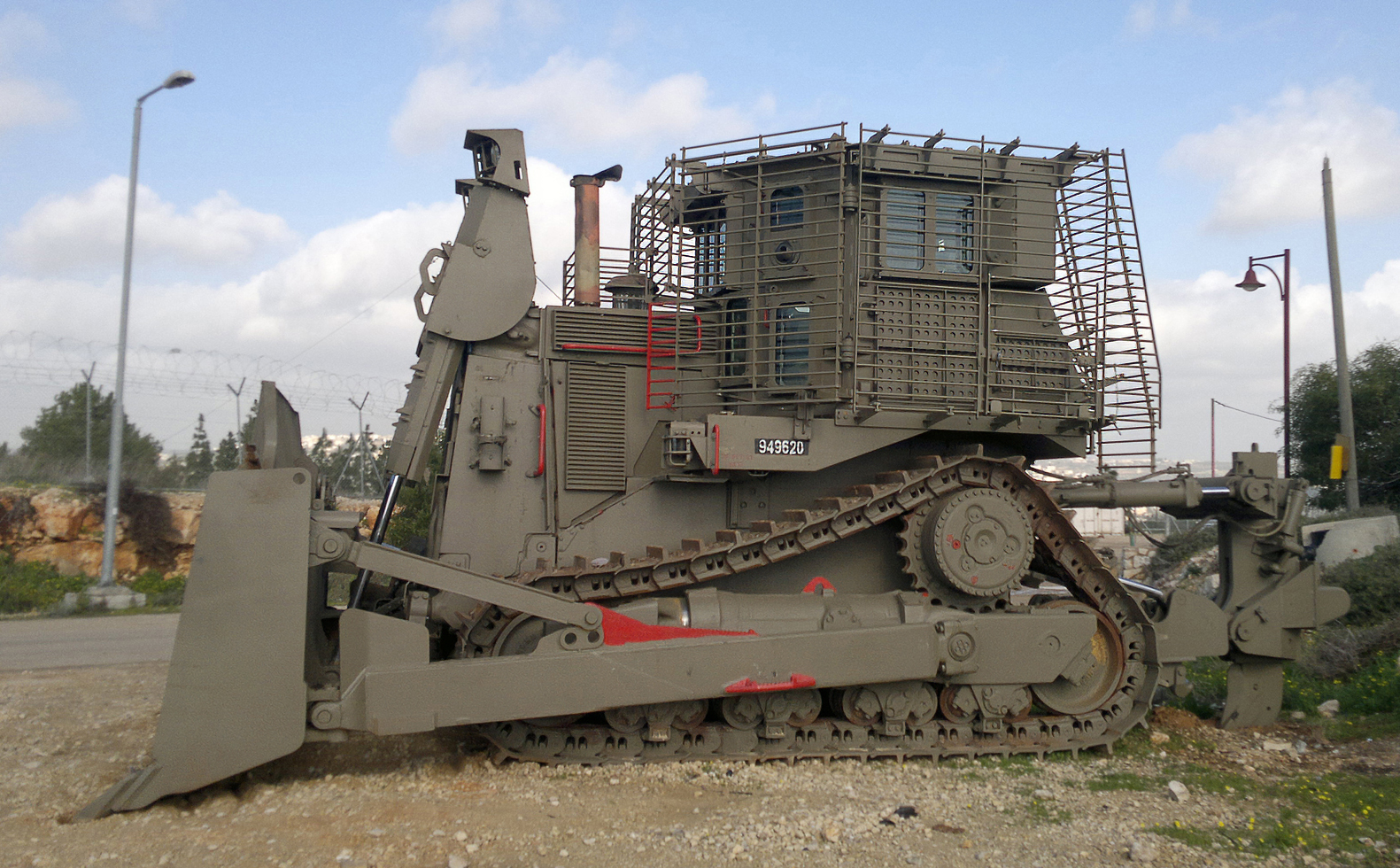
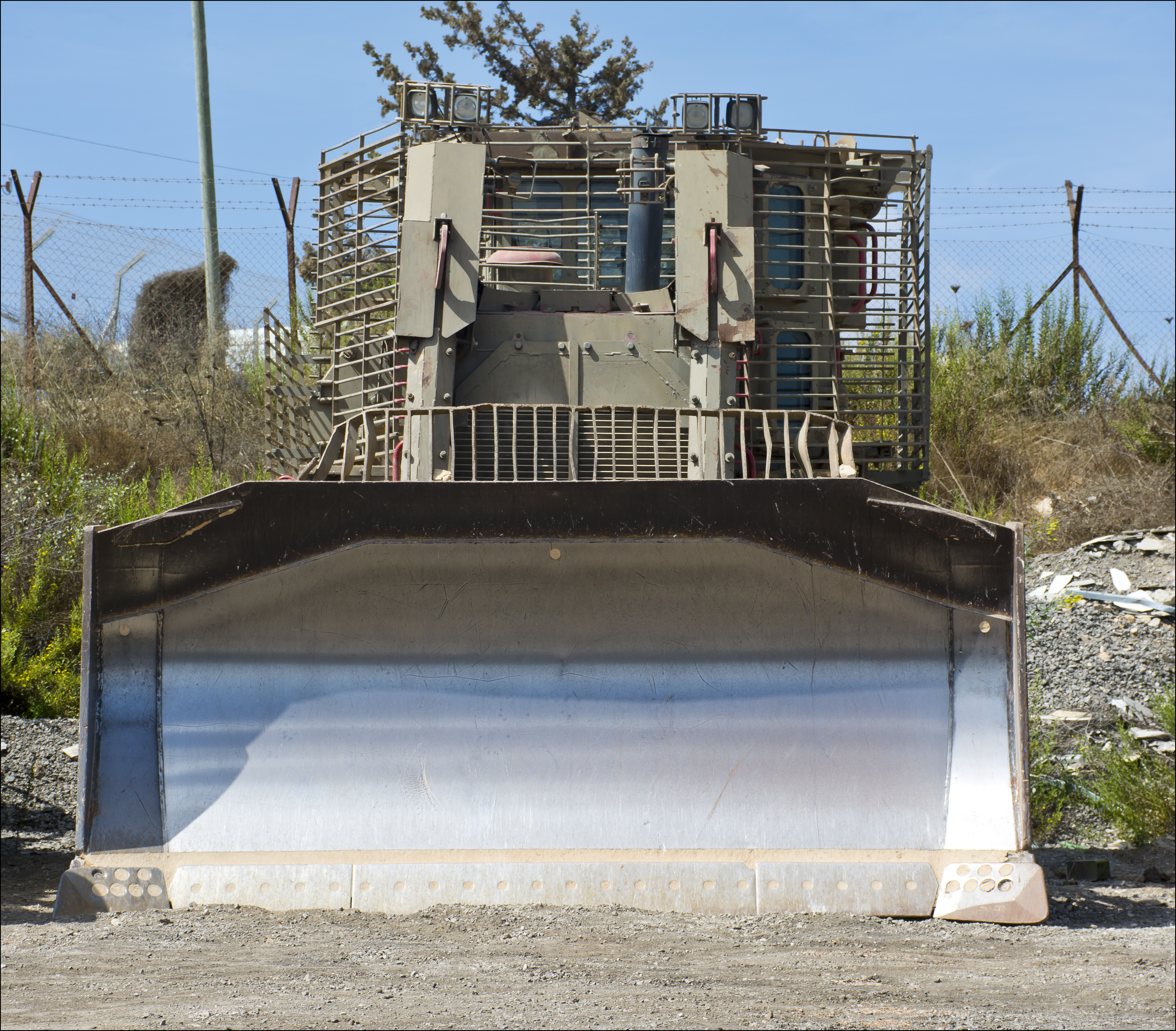
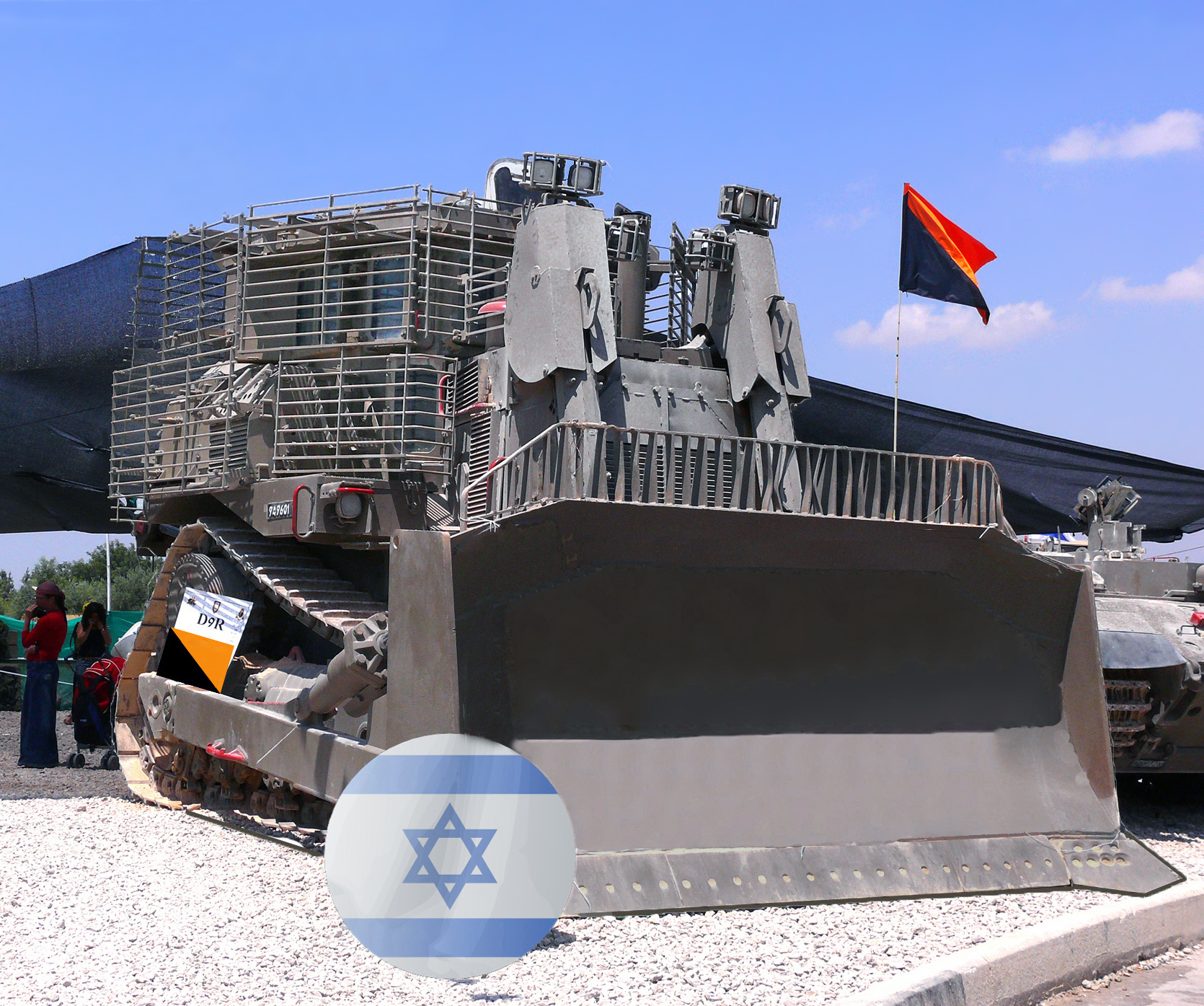